# Neoterpes costimacula
Neoterpes costimacula là một loài bướm đêm trong họ Geometridae.